# Ootypus
Ootypus är ett släkte av skalbaggar som beskrevs av Ludwig Ganglbauer 1899. Ootypus ingår i familjen fuktbaggar.
Släktet innehåller bara arten Ootypus globosus.